# Leucauge digna
Leucauge digna là một loài nhện trong họ Tetragnathidae.
Loài này thuộc chi Leucauge. Leucauge digna được Octavius Pickard-Cambridge miêu tả năm 1869.